# جائزة ماليزيا الكبرى للدراجات النارية 2003
جائزة ماليزيا الكبرى للدراجات النارية 2003 هو سباق دراجات نارية أقيم بتاريخ 12 أكتوبر 2003 في حلبة سيبانغ الدولية. كان الجولة الرابعة عشر من أصل 16 في سباق الجائزة الكبرى للدراجات النارية موسم 2003. فاز الإيطالي فالنتينو روسي بفئة الموتو جي بي بينما جاء الإسباني سيت جيبيرنو في المركز الثاني وحصل على المركز الثالث الإيطالي ماكس بياجي.

## وصلات خارجية
- الموقع الرسمي